# Восточнокраковские говоры

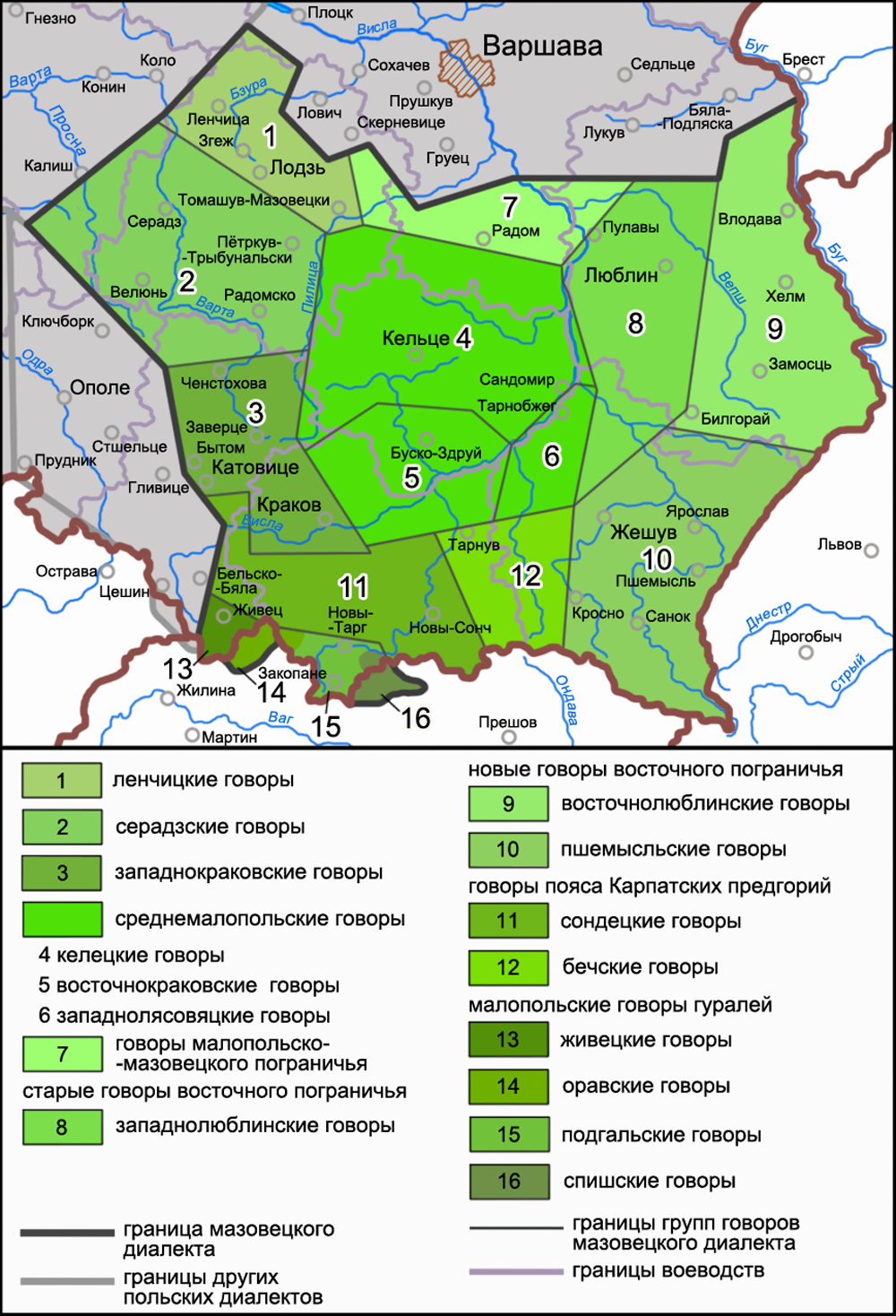
Ареал восточнокраковских говоров на карте малопольского диалекта (созданной на основе карты С. Урбанчика)

Восточнокра́ковские го́воры (пол. gwary wschodniokrakowskie) — говоры малопольского диалекта, распространённые на севере Малопольского воеводства и на юге Свентокшиского воеводства Польши. Представляют собой переходный диалектный ареал между келецко-сандомирскими, краковскими и погурскими говорами. Как самостоятельная диалектная единица не выделяются. Вместе с келецкими и лясовяцкими входят в состав среднемалопольской группы говоров. К. Нич описывал в своих работах восточнокраковские говоры наряду с меховскими, которые рассматривал как часть келецко-меховской группы говоров.
Для восточнокраковских говоров характерны такие диалектные особенности, как озвончающий тип межсловной фонетики (сандхи), наличие мазурения, распространение таких континуанитов суженных гласных как á > ao (á), ó > ou (ó) , é > еу/еi (é) или  y/i, случаи деназализации и асинхронного произношения носовых ę > en, em, ą > on, om, переход  -k > -ch в различных позициях — в начале, середине и на конце слова и другие.

## Классификация
Этнографический регион, который населяют восточные краковяцы, не выделяется как отдельная диалектная единица. Расположенный на пересечении изоглосс соседних краковских, келецко-сандомирских и погурских говоров, восточнокраковский регион образует переходный диалектный ареал, не характеризующийся собственными, только ему присущими чертами. На диалектологической карте С. Урбанчика  восточнокраковский ареал локализуется в юго-западной части территории среднемалопольских говоров и на крайне северной части территории погурских говоров. К. Нич упоминал в своих работах о меховских и восточнокраковских говорах, ареалы которых соответствуют этнографическому ареалу восточных краковяцей, причëм говоры окрестностей Тарнува он включил в «южный пояс равнинной Малопольши».

## Область распространения
Ареал восточнокраковских говоров размещëн в юго-западной части территории среднемалопольской группы говоров. С запада он ограничен линией Енджеюв — Мехов — Прошовице — Кошице — Бжеско, с востока —  линией река Чарна — Полянец — Тарнув. С северо-востока восточнокраковский ареал граничит с ареалом келецко-сандомирских говоров (с севера — с ареалом келецких говоров, с востока — с ареалом сандомирских говоров). С запада к территории восточнокраковских говоров примыкает ареал краковских говоров, с юга — ареал говоров Карпатских предгорий (погурских говоров): с юго-запада — ареал сондецких говоров, с юго-востока — ареал бечских говоров. 
Согласно современному административно-территориальному делению Польши, область распространения восточнокраковских говоров находится в пределах северной части Малопольского воеводства и соседствующей с ней южной части Свентокшиского воеводства (приблизительно в границах Буского, Казимежского и Пиньчувского поветов).

## Особенности говоров

### Фонетика
К основным особенностям восточнокраковского диалектного ареала относят:
1. Озвончающий тип межсловной фонетики (сандхи), при котором озвончаются конечные глухие согласные и сохраняется звонкость конечных звонких согласных на стыке слов перед последующим начальным сонорным согласным или любым гласным:  jak  łociec — [jag‿łociec] «как отец», spać na — [spadź‿na] «спать на».
2. Наличие мазурения: przysło, cłowiek, jesce, ksiazęcy.
3. Сохранение исторической суженной гласной á как гласной, средней между a и o — ao: zaoraoz «сейчас», gaodaoł «говорил».
4. Сохранение исторической суженной гласной ó как гласной, средней между o и u — ou: kłounie «кони».
5. Сохранение исторической суженной гласной é как гласной, средней между e и y/i — еу/еi или сужение её до гласной y/i: pacieуrza, dopiro, dobrygo.
6. Деназализация носовых гласных наряду с возможным их сохранением: dadzo, но znacą или с асинхронным произношением z matkom; meża, pamietom, но porzondek.